# Heeresgruppe Afrika
Die Heeresgruppe Afrika war eine Kommandobehörde des Heeres der deutschen Wehrmacht während des Zweiten Weltkrieges. Sie war Oberkommando von zwei Armeen und weiteren unterstellten Truppen und bestand nur kurzzeitig im Tunesienfeldzug 1943.

## Werdegang
Die Heeresgruppe Afrika wurde am 23. Februar 1943 aus dem Oberkommando der Deutsch-Italienischen Panzerarmee sowie dem Organisationsstab Tunesien heraus aufgestellt. Sie unterstand dem Oberbefehlshaber Süd und bestand aus der italienischen 1. Armee und der deutschen 5. Panzerarmee. Oberbefehlshaber war zunächst noch kurz Generalfeldmarschall Erwin Rommel, der aber dann in die Heimat zurückgerufen und durch Generaloberst Hans-Jürgen von Arnim ersetzt wurde. Der Oberbefehlshaber Süd stand zu diesem Zeitpunkt unter italienischem Oberkommando.
Gegen Ende des Tunesienfeldzuges, vom 9. Mai bis zum 13. Mai 1943, kapitulierten die einzelnen Einheiten der Heeresgruppe. Als letzter Großverband kapitulierte die italienische 1. Armee. Eine Gesamtkapitulation fand nicht statt, von Arnim ergab sich lediglich persönlich mit seinem Führungsstab (ähnlich, wie es schon Generalfeldmarschall Friedrich Paulus in der Schlacht von Stalingrad getan hatte) in Gefangenschaft.

## Oberbefehlshaber
- 22. Februar 1943: Generalfeldmarschall Erwin Rommel
- 9. März 1943: Generaloberst Hans-Jürgen von Arnim

## Chefs des Generalstabes
- 22. Februar 1943: Oberst Fritz Bayerlein
- 1. März 1943: Generalleutnant Alfred Gause

## Gliederung der Heeresgruppe
Heeresgruppen-Truppen
- Heeresgruppen-Nachrichten-Regiment 504

Unterstellte Großverbände
| Datum     | unterstellte Großverbände             |
| --------- | ------------------------------------- |
| März 1943 | italienische 1. Armee, 5. Panzerarmee |